# Richard Kuthan
Richard Kuthan (3 luglio 1891 – 10 febbraio 1958) è stato un calciatore austriaco, di ruolo attaccante.

## Carriera
Fu per tre volte capocannoniere del campionato austriaco: nel 1913 (assieme a Johann Neumann e Johann Studnicka), nel 1916 e nel 1922.

## Palmarès

### Giocatore

#### Competizioni nazionali
- Campionato austriaco: 9

Rapid Vienna: 1911-1912, 1912-1913, 1915-1916, 1916-1917, 1918-1919, 1919-1920, 1920-1921, 1922-1923, 1928-1929
- Coppa d'Austria: 2

Rapid Vienna: 1918-1919, 1919-1920